# Jean II de Bourbon
Pour les articles homonymes, voir Connétable de Bourbon et Jean II.
Jean II, né en 1426, mort à Moulins le 1er avril 1488, fils de Charles Ier, duc de Bourbon, est comte de Clermont à partir de 1427 et devient duc de Bourbon en 1456.
Sous le règne de Charles VII, il participe aux derniers épisodes de la guerre de Cent Ans aux côtés de Jean de Dunois, la reconquête de la Normandie et la conquête de la Guyenne, notamment de Bordeaux, devenant gouverneur de Guyenne en 1453.
Disgracié par Louis XI, il prend part à la rébellion nobiliaire du Bien public (1465), puis revient au service du roi, notamment dans ses combats contre le duc de Bourgogne Charles le Téméraire, puis contre sa fille Marie de Bourgogne.
Il est nommé connétable de France par Charles VIII.

## Biographie

### Origines familiales et titulature
Fils de Charles Ier, et d'Agnès de Bourgogne. il est aussi duc d'Auvergne, comte de Forez, baron de Roannais et prince de Dombes. Il fut aussi seigneur de Beaujolais, de Château-Chinon, de Trévoux, et de Thiers.

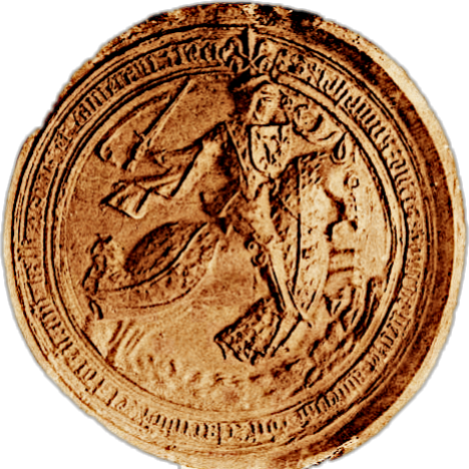
Sceau de Jean II de Bourbon. Sigillographie de l'ancienne Auvergne, par Philippe de Bosredon - 1895.

### Le règne de Charles VII (1422-1461)
Il commence par participer au siège de Metz en 1444.

#### La fin de la guerre de Cent Ans (1444-1453)
Il participe ensuite à la campagne de Normandie où il se révèle être un grand capitaine de guerre. En 1450, aux côtés de Jean de Dunois, il achève la reconquête de la Normandie tout entière. Il commande l'armée française qui défait les Anglais lors de la bataille décisive de la campagne normande, la bataille de Formigny, livrée le 15 avril 1450.
Les années qui suivent sont consacrées, toujours avec Dunois, à la conquête de la Guyenne, qui se termine en 1453 par la prise de Bordeaux. Il commande une partie de l'armée française victorieuse à la bataille de Martignas, où ses troupes surprennent une arrière-garde d'archers de l'armée anglaise de John Talbot et la taille en pièces.

#### Gouverneur de Guyenne (1453-1461)
En récompense, il est nommé gouverneur de la Guyenne.
Il combat Jean V, comte d'Armagnac, en révolte contre le roi.
Il est chargé de la construction en 1455 du château Trompette, citadelle surtout destinée à surveiller une ville considérée comme insoumise, étant donné ses relations anciennes avec la couronne anglaise (la Guyenne ayant été tenue comme fief par les rois d'Angleterre depuis le XIIème siècle).

### Le règne de Louis XI (1461-1483)

#### La rébellion de Jean de Bourbon
Favori de Charles VII, il subit la haine de Louis XI après l'avènement de ce dernier. Louis XI lui retire le gouvernement de la Guyenne.
En 1465, il rejoint la ligue du Bien public, formée par Charles de France, frère du roi, et participe à la guerre du Bien public (mai-octobre 1465).
Après la paix, Louis XI lui pardonne et le charge de reprendre la Normandie à Charles de France. En récompense, Jean II devient gouverneur du Languedoc.
Louis XI le nomme chevalier de l'ordre de Saint-Michel dès la première promotion (1er août 1469).
Il est également, comme son père, grand chambrier de France. 

#### Les guerres contre l'État bourguignon
Dans le conflit bourguignon, qui reprend à partir de 1471, il est chargé de défendre le front centre et sud face au duché de Bourgogne, détenu par les princes (cousins des rois de France) de la maison de Valois-Bourgogne : Charles le Téméraire de 1467 à 1477, puis sa fille Marie, épouse de l'archiduc d'Autriche Maximilien, futur empereur.
Les ducs de Bourgogne, à la tête d'un ensemble constitué de territoires bourguignons (duché de Bourgogne, comté de Bourgogne, comté de Charolais, comté de Nivernais), alsaciens (Haute-Alsace), néerlandais (du comté d'Artois au duché de Luxembourg et à la seigneurie de Frise), constituent une menace pour les rois de France, aggravée après la mort du Téméraire (janvier 1477) par le mariage de l'héritière avec le futur chef de la maison de Habsbourg.
Jean de Bourbon est donc nommé lieutenant général pour les provinces situées dans cette région : Lyonnais, Forez, Vivarais, Beaujolais, Bourbonnais, Berry et Auvergne.

### Le règne de Charles VIII
Charles VIII le nomme connétable de France, en 1483.
Il conserve la charge de gouverneur de Lyon sous la régence d'Anne de Beaujeu, sa belle-soeur, après la mort de Louis XI (1483). Mais il ne s'y intéresse que peu, et cette charge est transmise à Philippe II de Savoie en 1486.
Il meurt quelques années plus tard, en 1488.

### Mécène et poète
Jean II tint une cour brillante à Moulins. Il protégea des écrivains comme Philippe de Commynes et, probablement, François Villon, ainsi que les poètes bourbonnais Jean Robertet et Henri Baude. Il est possible qu'il ait pris modèle sur la cour de Charles d'Orléans à Blois, qu'il fréquenta assidûment. Poète lui-même, il a laissé d'assez nombreuses pièces, dont certaines se trouvent dans les manuscrits de Charles d'Orléans. Les premières pièces ont été composées avant qu'il ne devienne duc de Bourbon et sont signées « Clermondois ». Il est entouré de musiciens et joue lui-même du luth.

### Mariages et descendance
Il épouse au château de Plessis-lès-Tours le 23 décembre 1446 Jeanne de France (1435-1482), fille de Charles VII, roi de France, et de Marie d'Anjou, sans descendance.
Veuf, il se remarie à Saint-Cloud en 1484 avec Catherine d'Armagnac (†1487) fille de Jacques d'Armagnac, duc de Nemours, et de Louise d'Anjou, et eut :
- Jean (1487 † 1487), comte de Clermont.

Enfin, il épouse en troisièmes noces en 1487 Jeanne de Bourbon-Vendôme (1465-1511), fille de Jean VIII de Bourbon, comte de Vendôme, et d'Isabelle de Beauvau, et eut :
- Louis (1488 † 1488), comte de Clermont.

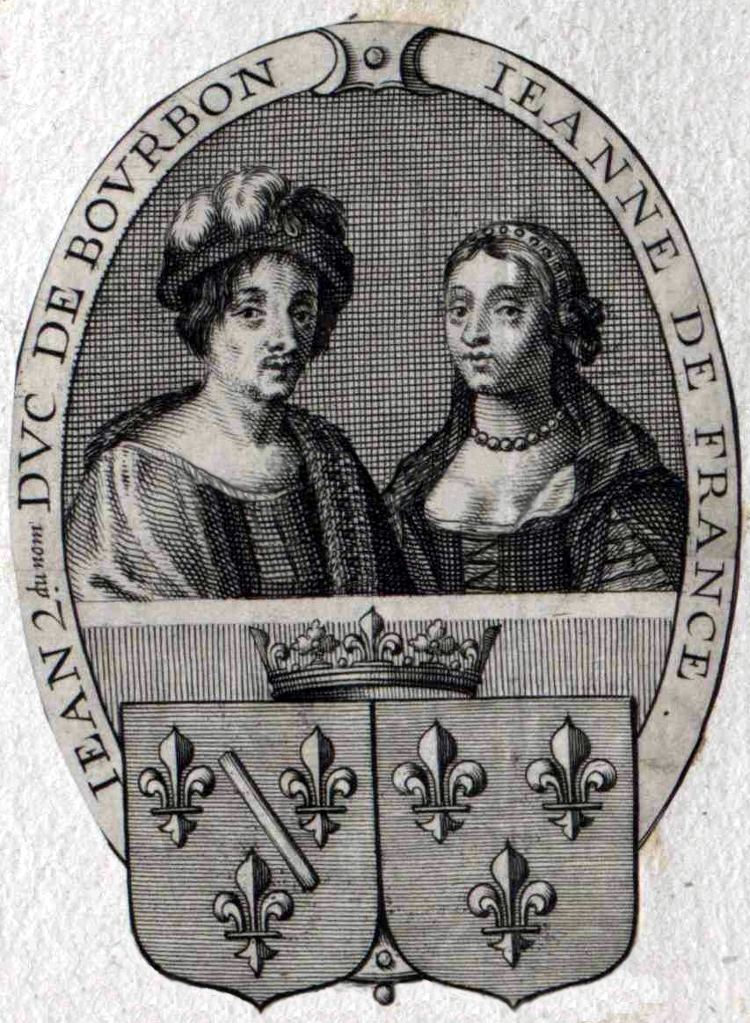
Jean II et sa première épouse, Jeanne de France.
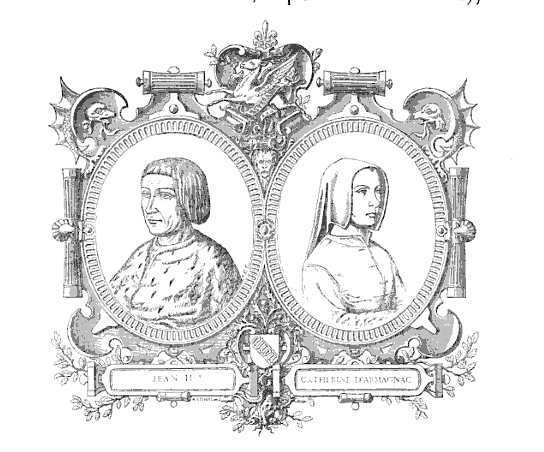
Jean II et sa deuxième épouse, Catherine d'Armagnac.
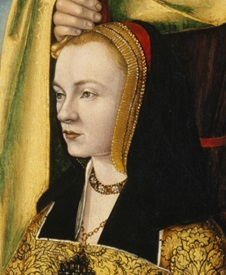
Jeanne de Bourbon, troisième épouse de Jean II.

Il a aussi plusieurs enfants illégitimes :
- de Marguerite de Brunant, il eut :
  1. Mathieu dit le Grand Bâtard de Bourbon († 1505), baron de Roche-en-Régnier et seigneur de Bouthéon. Il se signala au combat de Béthune en 1487 et à la bataille de Fornoue en 1495. Il fut nommé amiral et gouverneur de Guyenne ;
- de Jeanne Louise d'Albret, fille de Jean Ier d'Albret, il eut :
  1. Charles (né entre 1465 et 1470,† 1502), bâtard de Bourbon, vicomte de Lavedan, auteur de la famille des Bourbon-Lavedan ;
- de plusieurs femmes, il eut :
  1. Hector († 1502), bâtard de Bourbon, archevêque de Toulouse ;
  2. Pierre, bâtard de Bourbon, mort jeune ;
  3. Marie († 1482), bâtarde de Bourbon, mariée en 1470 à Jacques de Sainte-Colombe ;
  4. Marguerite (1445 † 1483), bâtarde de Bourbon, légitimée en 1464, mariée en 1462 à Jean de Ferrières († 1497).